# Ochthebius heydeni
Ochthebius heydeni é uma espécie de insetos coleópteros polífagos pertencente à família Hydraenidae.
A autoridade científica da espécie é Kuwert, tendo sido descrita no ano de 1887.
Trata-se de uma espécie presente no território português.